# Бад-Франкенгаузен
Бад-Франкенгаузен (нім. Bad Frankenhausen) — місто в Німеччині, розташоване в землі Тюрингія. Входить до складу району Киффгойзер.
Площа — 65,85 км2. Населення становить 9995 ос. (станом на 31 грудня 2021).

## Особистості
- Гайнц-Гельмут Велінг (1950) — східнонімецький борець греко-римського стилю, чемпіон, срібний та бронзовий призер чемпіонатів світу, чемпіон та бронзовий призер чемпіонатів Європи, срібний та бронзовий призер Олімпійських ігор.
- Зельмар Шонланд (1860—1940) — німецький та південноафриканський ботанік.
- Ганс Шренк (1917 — ?) — німецький офіцер-підводник, капітан-лейтенант Крігсмаріне.
- Нільс Шуманн (1978) — німецький легкоатлет, що спеціалізується на бігу на середні дистанції, олімпійський чемпіон 2000 року, чемпіон Європи.